# The Little Prospector (film 1910)
The Little Prospector è un cortometraggio muto del 1910 scritto, prodotto, interpretato e diretto da Gilbert M. 'Broncho Billy' Anderson.
Anderson avrebbe poi girato nel 1915 un altro The Little Prospector.

## Produzione
Il film fu prodotto dalla Essanay Film Manufacturing Company. Venne girato in Colorado.

## Distribuzione
Distribuito dalla General Film Company, il film - un cortometraggio in una bobina - uscì nelle sale cinematografiche USA il 19 novembre 1910.